# Monique Hoogland
Monique Hoogland (25 de agosto de 1967) es una deportista neerlandesa que compitió en bádminton. Ganó una medalla de bronce en el Campeonato Europeo de Bádminton de 1998, en la prueba de dobles.

## Palmarés internacional
| Campeonato Europeo | Campeonato Europeo | Campeonato Europeo | Campeonato Europeo |
| Año                | Lugar              | Medalla            | Prueba             |
| ------------------ | ------------------ | ------------------ | ------------------ |
| 1998               | Sofía (Bulgaria)   | Medalla de bronce  | Dobles             |